# Giuseppe Bentivogli
Giuseppe Bentivogli (Molinella, 2 ottobre 1885 – Bologna, 20 aprile 1945) è stato un politico, sindacalista e partigiano italiano, Medaglia d'oro al valor militare alla memoria.
Dirigente sindacale, divenne uno dei più fidati collaboratori di Giuseppe Massarenti accanto al quale condusse una lunga serie di lotte in favore dei braccianti di Molinella. A lungo perseguitato dai fascisti, fu poi confinato e, dopo l'8 settembre 1943, aderì alla Resistenza emergendo rapidamente come uno dei vertici nel bolognese. Fu ucciso dai fascisti in ritirata poche ore prima della Liberazione di Bologna.

## Biografia
Era figlio di un cameriere che era in grado di leggere e scrivere e che lo avviò agli studi. Sensibile fin dalla più giovane età alla drammatica condizione dei braccianti molinellesi, pari all'80% della popolaizone del comune, Bentivogli divenne seguace, oltre che amico, del dirigente socialista locale Giuseppe Massarenti. Diventato capolega, fu eletto nel 1912 consigliere comunale a Molinella per il Partito Socialista. Nell'ottobre 1914 fu arrestato in seguito ad uno scontro tra leghisti e crumiri che aveva causato cinque morti tra quest'ultimi. Rimase in carcere fino al febbraio 1919, quando fu amnistiato. Successivamente riprese l'attività politica e sindacale. Tra il gennaio e l'ottobre 1920 fu nel comitato della Federterra che diresse lo sciopero di tutte le categorie dei lavoratori della terra contro l'agraria e che si concluse con la firma di un nuovo ed avanzato capitolato. Nel novembre successivo fu proclamato vicesindaco di Molinella e fu eletto all'assemblea provinciale.
Il 15 maggio 1921 fu violentemente bastonato dai fascisti mentre si recava a votare. Il 12 giugno successivo Molinella, paese simbolo del socialismo riformista italiano, fu assaltata da migliaia di squadristi. Massarenti, allora sindaco del paese, fu costretto a fuggire a Roma. Quello stesso giorno Bentivogli fu arrestato dalla polizia per aver tentato di resistere agli attacchi squadristi con un gruppo di Guardie Rosse. Con Massarenti a Roma, egli si trovò a guidare l'amministrazione comunale di Molinella e l'intero movimento socialista locale. Non assunse mai la carica di sindaco poiché si preferì lasciarla simbolicamente vacante.
Il 18 agosto 1922 Bentivogli fu nuovamente bastonato dai fascisti alle porte di Bologna. Il 27 novembre successivo il prefetto dichiarò decaduta l'amministrazione comunale di Molinella.
Bandito da Molinella, Bentivogli si trasferì a Bologna. Qui il 16 marzo 1923 fu nuovamente bastonato da un gruppo di fascisti e lasciato a terra esanime. Trasportato all'ospedale Sant'Orsola, fu salvato sul letto dal prof. Bartolo Nigrisoli dagli squadristi che poco prima lo avevano ferito e che avevano invaso la struttura ospedaliera per finirlo. A lungo internato, si riprese e s'iscrisse al PSUI. Entrato nella segreteria della Camera del Lavoro, fu poi nominato nel direttivo nazionale del CGdL.
Tornato a Bologna, fu arrestato il 16 novembre 1926 e condannato a tre anni di confino. Internato dapprima a Lampedusa, fu poi a Pantelleria, ad Ustica e infine a Ponza. Tornato a Molinella nel 1929, lavorò come meccanico. Nel marzo 1931 fu condannato a cinque anni di confino ed internato a Ponza. Rilasciato nel dicembre 1932 rientrò a Molinella dove fu costantemente monitorato dai carabinieri e dalla polizia.
A fine 1942 fu, insieme a Paolo Fabbri, tra i fondatori del ramo bolognese del Movimento di Unità Proletaria (MUP). Arrestato il 27 luglio 1943 per aver tentato di organizzare una manifestazione, fu rilasciato il 12 agosto successivo. Durante la detenzione fu nominato delegato per partecipare alla riunione del 25 agosto a Roma che avrebbe segnato la riunificazione del socialismo italiano. Dopo l'8 settembre 1943, divenne vice segretario provinciale e regionale del partito socialista. A Molinella, dove continuava ad abitare, fu uno degli organizzatori, con il nome di battaglia di "Nonno", della brigata Matteotti Pianura, la 5ª brigata Bonvicini. Nel marzo 1944 si trasferì a Bologna e divenne uno dei principali dirigenti del partito. Determinante fu il suo contributo per l'organizzazione delle tre brigate Matteotti, delle quali fu commissario politico per diverso tempo. Promosse inoltre la rinascita della locale Camera del Lavoro e della Federterra. Tra il 1944 ed il 1945 fu protagonista di duri contrasti all'interno del CLN bolognese con i rappresentanti della DC e del PLI a causa delle sue richieste di applicare, una volta concluso il conflitto, il capitolato del 1920. Nel novembre, quando Fabbri si recò in missione politica a Roma, Bentivogli lo sostituì alla segreteria del partito a Bologna abbandonando così tutte le cariche sindacali.
Il 20 aprile 1945, a poche ore dalla Liberazione di Bologna, s'incontrò in piazzale Trento e Trieste con Sante Vincenzi, ufficiale di collegamento del Comando Unico Militare Emilia-Romagna (CUMER) con le Brigate della Divisione Garibaldi "Bologna" per decidere il nuovo comandante della brigata Matteotti Pianura dopo la morte di Alfredo Calzolari. I due furono riconosciuti dai fascisti e catturati. Poche ore più tardi, mentre le colonne nazifasciste abbandonavano definitivamente la città diretti verso nord, Bentivogli e Vincenzi, dopo una serie di torture, furono fucilati.

## Riconoscimenti
Sono state intitolate a Giuseppe Bentivogli alcune strade di Bologna, Molinella e Castenaso. Sul luogo dove fu rinvenuto il suo corpo e quello di Sante Vincenzi è stata scoperta una lapide.
Una foto di Giuseppe Bentivogli è stata inserita nel sacrario dei partigiani di Piazza del Nettuno a Bologna.
Una statua di Giuseppe Bentivogli è stata collocata nel cortile di Palazzo Volta, in via Mazzini a Molinella, accanto ad altre tre statue che ritraggono Giuseppe Massarenti, Paolo Fabbri e Alfredo Calzolari.